# Rhabdamia
A Rhabdamia a sugarasúszójú halak (Actinopterygii) osztályához a sügéralakúak (Perciformes) rendjéhez, ezen belül a kardinálishal-félék (Apogonidae) családjához tartozó nem.

## Rendszerezés
A nembe az alábbi 7 faj tartozik:
- Rhabdamia clupeiformis Weber, 1909
- Rhabdamia cypselurus Weber, 1909
- Rhabdamia gracilis (Bleeker, 1856)
- Rhabdamia mentalis (Evermann & Seale, 1907)
- Rhabdamia nigrimentum (Smith, 1961)
- Rhabdamia nuda (Regan, 1905)
- Rhabdamia spilota Allen & Kuiter, 1994